# Robert Getchell
Robert Getchell (né le 5 décembre 1936 et mort le 21 octobre 2017) est un scénariste américain.

## Filmographie sélective
- 1974 : Alice n'est plus ici (Alice Doesn't Live Here Anymore) de Martin Scorsese
- 1976 : En route pour la gloire (Bound for Glory) de Hal Ashby (d'après le livre de Woody Guthrie)
- 1981 : Maman très chère (Mommie Dearest) de Frank Perry (d'après le livre de Christina Crawford)
- 1985 : Sweet Dreams de Karel Reisz (Biographie de Patsy Cline)
- 1990 : Stella de John Erman
- 1993 : Nom de code Nina (Point of No Return) de John Badham
- 1993 : Blessures secrètes (This Boy's Life) de Michael Caton-Jones
- 1994 : Le Client (The Client) de Joel Schumacher (d'après le roman de John Grisham)